# Gonomyia isolata
Gonomyia isolata är en tvåvingeart som beskrevs av Alexander 1949. Gonomyia isolata ingår i släktet Gonomyia och familjen småharkrankar. Inga underarter finns listade i Catalogue of Life.